# Болотин, Иван Сергеевич
Ива́н Серге́евич Боло́тин (20 мая 1940, Петрово, Тульская область — январь 2023) — российский социолог, педагог, доктор социологических наук, профессор, заведующий кафедрой «Социология и управление персоналом» «МАТИ» — Российского государственного технологического университета им. К. Э. Циолковского. Заслуженный работник высшей школы Российской Федерации.

## Биография

### Происхождение
Потомок государственных крестьян Белёвского уезда Тульской губернии. Дед, Алексей Васильевич Болотин (ок. 1885—1946), знаток столярного дела, в начале коллективизации едва не был репрессирован, поскольку семья жила в достатке. Районное советское руководство, считаясь с дефицитом подготовленных кадров, всё же сменило гнев на милость и поручило опытному мастеру организовать колхоз. А. В. Болотин стал председателем колхоза и привлёк к работе сына. Отец Ивана Сергеевича, Сергей Алексеевич Болотин (1918—1941), перед войной работал бригадиром полеводов. В начале Великой Отечественной войны он погиб на фронте. Мать, Вера Михайловна Болотина (1913—1994), долгие годы работала в колхозе.
Скончался в январе 2023 года.

### Хроника творческой жизни
- 20 мая 1940: И.С. Болотин родился в селе Петрово Белёвского района Тульской области РСФСР;
- 1957—1959: учёба в Железнодорожном училище № 2, Тула;
- 1959—1960: старший путевой рабочий, бригадир пути — Целиноградская область, Казахская ССР;
- 1960—1961: рабочий, воспитатель в тресте № 1 Главгаза СССР, Серпухов Московской области;
- 1961—1964: служба в Советской Армии, сержант;
- 1964—1969: учёба на философском факультете Московского государственного университета им. М. В. Ломоносова;
- 1969—1971: консультант кабинета политического просвещения Перовского райкома КПСС, Москва;
- 1971—1973: младший научный сотрудник кафедры научного коммунизма естественных факультетов МГУ им. М. В. Ломоносова;
- 1973—1975: директор филиала Университета марксизма-ленинизма Московского городского комитета КПСС при парткоме МГУ;
- 1975: защитил диссертацию на соискание учёной степени кандидата философских наук на тему: «Критика клерикальной фальсификации решения национального вопроса в СССР»;
- 1975—1979: старший научный сотрудник НИИ проблем высшей школы Министерства высшего и среднего специального образования СССР;
- 1979—1985: доцент Московского областного педагогического института им. Н. К. Крупской;
- 1985—1987: заведующий отделом Проблемной научно-исследовательской лаборатории студенческой молодежи МГУ;
- 1987—1994: ведущий научный сотрудник МГУ;
- 1993: защитил диссертацию на соискание учёной степени доктора социологических наук на тему: «Духовные основы преемственности поколений»;
- с 1994: заведующий кафедрой «Социология и управление персоналом» «МАТИ» — РГТУ им. К. Э. Циолковского;
- одновременно с работой в МАТИ И.С. Болотин организовал кафедру «История и философия» в негосударственном образовательном учреждении «Московский институт экономики, менеджмента и права», которой руководил ряд лет;
- 1995: присвоено учёное звание профессора по специальности «Социология».

### Научная и педагогическая деятельность
И.С. Болотин — известный в России и за рубежом учёный в сфере социологии образования и социологии управления, специализирующийся в области социальных технологий управления в образовательных системах. В настоящее время круг его интересов концентрируется вокруг подготовки специалистов по управлению персоналом, прежде всего её социально-гуманитарной составляющей. Автор более чем 100 научных и методических работ, в том числе трёх монографий. Под научным руководством И.С. Болотина подготовлены 2 докторские и 14 кандидатских диссертаций по проблемам образования, он является членом трёх диссертационных советов.
В 1980-е годы И.С. Болотин был одним из инициаторов гуманитаризации высшего технического образования. По его инициативе в МАТИ были созданы кафедры:
- социологии и права,
- государственного и муниципального управления и правоведения,
- социологии и управления персоналом,

открыта подготовка специалистов по специальности «Управление персоналом».
И.С. Болотин ведёт активную научно-общественную работу. В 1987—1994 он являлся сопредседателем Комитета по проблеме «Утечка умов из СССР (России)». Проведённая И. С. Болотиным международная конференция «Утечка умов из России: проблемы и перспективы» (Ватутинки, 1992) положила начало широкому изучению этой проблемы. Материалы этой международной конференции были представлены в Администрацию Президента России и опубликованы на официальных языках ЮНЕСКО. В 1993 по поручению ЮНЕСКО под руководством И.С. Болотина было проведено исследование «Утечка умов из России: 93», итоги которого были обсуждены на заседании РОСТЕ (Европейского регионального бюро ЮНЕСКО по науке и технике).
С 1992 года И.С. Болотин — действительный член и член Президиума Международной педагогической академии, объединяющей учёных и преподавателей России и СНГ. Руководитель Межвузовского центра социологического образования, под эгидой которого ежегодно проводятся конференции по проблемам социально-гуманитарного образования студентов. Член редакционной коллегии журнала Министерства образования и науки Российской Федерации «Высшее образование в России».
Существенный вклад вносит И.С. Болотин в развитие социальных технологий — нового направления в сфере управления общественными процессами. По инициативе и при участии профессора Болотина в Белгородском государственном университете, который является главным центром по изучению и внедрению социальных технологий в России, регулярно проводятся чтения «Формирование и развитие социально-технологической культуры специалиста».

### Семья, досуг
Жена, Любовь Александровна Болотина (род. 1946) — кандидат педагогических наук, профессор. Старшая дочь, Арина Ивановна Меркулова (род. 1969) — журналист, окончила МГУ. Младшая дочь, Дарья Ивановна Болотина (род. 1980) — кандидат культурологии, литературный редактор православного издательства. Внучка, Анна Меркулова (род. 1994) — студентка колледжа информационных технологий.
Непродолжительное свободное от работы время Иван Сергеевич посвящает путешествиям и уходу за садом на даче.

### Признание
- Медаль «За доблестный труд. В ознаменование 100-летия со дня рождения В. И. Ленина», 1970.
- Серебряная медаль имени Я. А. Коменского Международной педагогической академии — за вклад в развитие образования, 2000.
- Заслуженный работник высшей школы Российской Федерации, 2005[2].
- Диплом премии «Обретённое поколение» Русской Православной Церкви, 2006.
- Почётный профессор Московского института экономики, менеджмента и права, 2006.

## Список наиболее известных научных трудов
1. Болотин И. С. Место социологии в системе социально-гуманитарной подготовки специалистов. — Социологическое образование в России: итоги, проблемы, перспективы. Тезисы всероссийской научной конференции, посвящённой 275-летию Санкт-Петербургского государственного университета. — СПб., 1998.
2. Болотин И. С. Социальные технологии в XXI веке. Тезисы I всероссийского социологического конгресса «Общество и социология: новые реалии и новые идеи». — СПб., 2000.
3. Болотин И. С. Элита и интеллигенция в трансформирующейся России. Жизненные стили и практики интеллигенции. / Сборник статей. Под редакцией Ж. Т. Тощенко. — М., 2002.
4. Болотин И. С. Социальные функции современной высшей школы России. Социальные функции высшей школы: прошлое и настоящее. / Сборник научных трудов. Под редакцией И. С. Болотина. — М.: Издательство МАТИ, 2003.
5. Болотин И. С., Джамалудинов Г. М. Социология образования. / Монография. — М.: Экономика и финансы, 2004.
6. Болотин И. С., Змеев В. А., Петров А. П. МАТИ: новосибирский этап жизни. // Журнал «Высшее образование в России». — № 5, 2005.
7. Болотин И. С., Ховрин А. Ю. Социальное партнёрство в молодёжной политике. // Интеграция образования. — № 2, 2005.
8. Болотин И. С. Высшее образование сегодня: проблемы управления. // Журнал «Высшее образование в России». — № 2, 2006.
9. Введение в специальность «Менеджер по управлению персоналом». Учебное пособие. / Под научной редакцией И. С. Болотина. — М.: Издательство МАТИ, 2008.
10. Словарь терминов по управлению персоналом. / Под научной редакцией И. С. Болотина. — М.: Издательство МАТИ, 2009.
11. Басалай С. И., Болотин И. С., Николаева М. Е. Экономика и социология труда. Учебное пособие. — М.: Издательство МАТИ, 2010.
12. Болотин И. С., Тимошкина Н. А. Психология и педагогика. Учебное пособие. — М.: Издательство МАТИ, 2010.